# Montrigaud
Montrigaud is een plaats en voormalige gemeente in het Franse departement Drôme in de regio Auvergne-Rhône-Alpes en telt 446 inwoners (1999).De plaats maakt deel uit van het arrondissement Valence.

## Geschiedenis
Montrigaud is op 1 januari 2019 gefuseerd met de gemeenten Miribel en Saint-Bonnet-de-Valclérieux tot de gemeente Valherbasse. 

## Geografie
De oppervlakte van Montrigaud bedraagt 28,8 km², de bevolkingsdichtheid is 15,5 inwoners per km².
De onderstaande kaart toont de ligging van Montrigaud met de belangrijkste infrastructuur en aangrenzende gemeenten.

## Demografie
Onderstaande figuur toont het verloop van het inwonertal.